# Amerikanskt tranbär
Amerikanskt tranbär (jättetranbär), Vaccinium macrocarpon, är en tranbärsart som växer vilt i nordöstra Nordamerika: Kanada och östra delen av Amerikas Förenta Stater ned till höglänta delar av Nordkarolina. Den skiljer sig från det vanliga tranbäret främst genom de större bladen, 10–20 mm, och att de likaledes större bären har äppeltoner i smaken. Omfattande odling har gjort bäret vanligt förekommande i livsmedel, särskilt som torkat.

## Systematik
Amerikanskt tranbär beskrevs av William Aiton. Den ingår i Blåbärssläktet i familjen ljungväxter. Inga underarter finns listade i Catalogue of Life. Databasen "Worldplants" (se källor nedan) tycks felaktigt ange namnet till Vaccinium macrocarpum

## Tranbärsodling
Tranbär är en viktig kommersiell gröda i Nordamerika. I Kanada är det främst i British Columbia, med över 90% av produktionen, odlingarna finns, men omfattande odling bedrivs även i New Brunswick, Ontario, Nova Scotia, Prince Edward Island, Newfoundland och Quebec. Söder om gränsen är Wisconsin störst med närmare hälften av Förenta Staternas produktion, med Massachusetts på andra plats. Även i New Jersey, Oregon och Washington finns stora odlingar. Småskaliga odlingar finns i Nederländerna, södra Argentina och Chile.
Vid storskalig odling växer tranbär på stora invallade fält. Handplockning av bären skulle kräva enorma manuella insatser, som inte vore ekonomiskt försvarbara. När bären är mogna fylls i stället hela dammen med vatten, varvid bären lossnar och flyter upp till vattenytan. Vinden driver bären åt sidan, varefter länsar läggs ut på lovartsidan och dras åt så att bären föses samman till ett tjockt täcke. Bären skyfflas därefter till transportbehållare. I större odlingar kan upptagningen ske med paternoster-verk.